# U-512
U-512 – niemiecki okręt podwodny (U-Boot) typu IX C z okresu II wojny światowej. Okręt wszedł do służby w 1941.

## Produkcja jednostki i trening załogi
Zamówienie na U-Boota zostało złożone 20 października 1939. Po wybudowaniu dowództwo okrętu objął kapitan marynarki (niem. Kapitänleutnant) Wolfgang Schultze, syn admirała. Miał złą opinię wśród kolegów, m.in. z powodu nadużywania alkoholu oraz awanturniczego charakteru. Podczas szkolenia na Bałtyku dowodzony przez niego okręt miał kolizję z innym U-Bootem, a ponadto wywrócił mały frachtowiec „Morgenrot”. Opóźniło to wejście jednostki do służby.
Szkolenie odbyło się pomiędzy 20 grudnia 1941 a 31 sierpnia 1942 w 4. Flotylli U-Bootów (flotylla szkoleniowa).

## Służba bojowa
1 sierpnia 1942 okręt przekazano do 10. Flotylli U-Bootów (flotylla bojowa z bazą w Lorient). Odbył on jeden rejs bojowy trwający 49 dni, w czasie którego zatopił 3 statki o pojemności 20.619 BRT.

### Pierwszy rejs bojowy
U-512 wypłynął z Kilonii 15 sierpnia 1942 i udał się w kierunku Trynidadu, po drodze pobierając paliwo z U-462 (zobacz trasę). 8 września napotkał szybki, niekonwojowany frachtowiec i przeprowadził 2 ataki na powierzchni wystrzeliwując 4 torpedy z dziobowych wyrzutni, jednak nie odnotowano trafienia. Schultze uznał, że przyczyną niepowodzenia były sieci przeciwtorpedowe.
12 września spotkał duży, niekonwojowany amerykański tankowiec „Patrick J. Hurley” (10.865 BRT) płynący do Belfastu. Wiózł 75.000 baryłek wysokooktanowej benzyny oraz 60.000 baryłek oleju napędowego. W ciągu dnia U-512 wystrzelił 2 torpedy, ale nie odnotowano trafienia. Po zapadnięciu zmroku okręt podwodny rozpoczął pościg za zbiornikowcem poruszającym się z prędkością 15 węzłów. 13 września o godzinie 1:35 obserwatorzy na statku dostrzegli poruszającego się równolegle U-Boota w odległości około 150 jardów, który po chwili zaczął strzelać. „Patrick J. Hurley” przyspieszył do 17 węzłów oraz rozpoczął zygzakowanie. Był on uzbrojony w jedno działko 4-calowe (na rufie), jedno 3-calowe (na dziobie), dwa działka kalibru 50 mm i dwa kalibru 20 mm. Ogień z U-512 zniszczył radio, przedziały załogi i działo 3-calowe; trafiono także w linię wodną wzniecając pożar – łącznie wystrzelono około 30 pocisków. W stronę U-Boota wystrzelono sześć razy z rufowej armaty, a także z działek 20 mm; jednak bez rezultatu. Po około 10 minutach walki statek płonął, zaczął także szybko tonąć (pozycja 22°59′00″N 46°15′00″W/22,983333 -46,250000). Spośród 62 osobowej załogi (10 oficerów, 34 marynarzy, 18 operatorów działek) zginęło 17 osób (główny mechanik, 3 oficerów, 9 marynarzy i 4 operatorów działek).
19 września o 16:41 dostrzeżono niekonwojowany frachtowiec „Monte Gorbea” (3.720 BRT) płynący pod hiszpańską banderą. O 19:37 statek zaczął tonąć po trafieniu pojedynczą torpedą (pozycja: 14°55′00″N 60°00′00″W/14,916667 -60,000000). Wiózł 5850 ton zboża i fasoli. Spośród załogi liczącej 118 osób, 52 zginęły. Zatonięcie tego statku wywołało spore kontrowersje – Schultze po powrocie miał zostać postawiony pod sądem wojennym (tłumaczył, że uznał „Monte Gorbea” za statek brytyjski płynący pod cudzą banderą).
24 września natknął się na amerykański parowiec „Antinous” (6.034 BRT), mający na pokładzie 565 ton rudy boksytu. Został on storpedowany poprzedniego dnia przez U-515, jednak nie zatonął. Załoga powróciła na pokład i próbowała bezskutecznie uruchomić silniki; miał być więc doholowany do portu. O 18:25 U-512 wystrzelił w stronę stojącego parowca torpedę. Załoga „Antinous” wystrzeliła 7 razy z dział pokładowych w stronę U-Boota, jednak nie odnotowano trafienia. O 21:10 statek zatonął na pozycji 9°22′00″N 60°09′00″W/9,366667 -60,150000. Nikt z 48 osobowej załogi nie zginął.

#### Zatonięcie
U-512 patrolował następnie rejon Gujany. Pomimo zagrożenia ze strony lotnictwa zwalczającego okręty podwodne patrolowano ten obszar w wynurzeniu. W pierwszym ataku alianckiego lotnictwa Schultze został lekko ranny, ale nie zmieniło to jego zachowania. 2 października 1942 został zaskoczony na powierzchni przez wyposażony w radar bombowiec B-18, który zrzucił bomby głębinowe – dwie Mark XVII i dwie Mark XXIX. Eksplozje spowodowały zatonięcie U-Boota na głębokości około 40 metrów (pozycja 6°50′00″N 52°25′00″W/6,833333 -52,416667). W przedziale dziobowym znajdowało się wtedy szesnaście osób, jednak były tam tylko cztery aparaty tlenowe (pozostałe przeniesiono do maszynowni w celu ich wysuszenia). Większość z przebywających tam marynarzy szybko zginęła z powodu wydzielania chloru z akumulatorów torped elektrycznych; tylko dwóch (jeden bez aparatu tlenowego) przeprowadziło akcję ewakuacji przez właz ładunkowy torped. Ewakuacja polegała na zalaniu przedziału wodą, następnie wyrównaniu ciśnienia wewnątrz przedziału z ciśnieniem zewnętrznym, co umożliwiało swobodne otworzenie włazu i wypłynięcie z wraku (podczas szkolenia każdy członek załogi trenował to w specjalnie przebudowanej wieży ciśnień).
Jedynie Matrosengefreiter Franciszek Machoń (niem. Franz Machon, urodzony w 1918 r. w Katowicach), marynarz z aparatem tlenowym, wypłynął na powierzchnię. Krążący samolot zrzucił mu pas ratunkowy oraz tratwę. Dryfował na niej 10 dni, żywiąc się głównie ptakami, które go atakowały, zanim odnalazł go amerykański niszczyciel USS „Ellis”. Następnie Machoń był przesłuchiwany przez Amerykanów, a 16 kwietnia 1945 r. przekazany władzom polskim. Zamieszkał z rodziną w Wirku.
51 osób z załogi U-Boota zginęło.